# شتوكة
شتوكة هي قرية مغربية غرب المملكة. تنتمي شتوكة لإقليم الجديدة. تضم هذه القرية 28.939 نسمة (إحصاء 2004).

## أعلام
- الشعيبية طلال